# Malia Baker

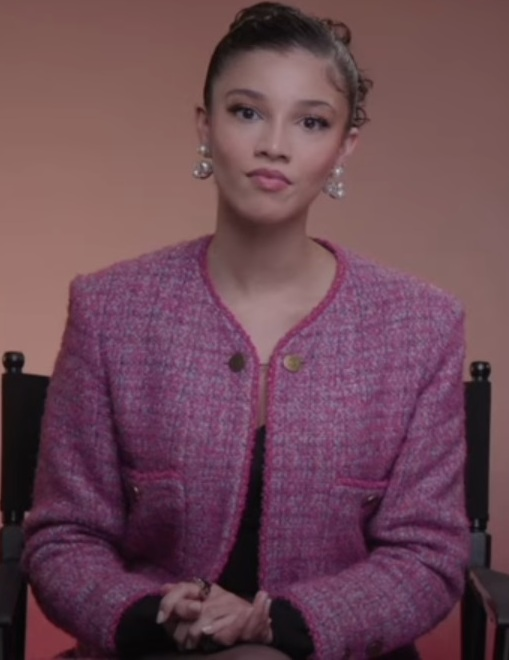
Malia Baker, 2024

Malia Baker (* 18. Dezember 2006 in Botswana) ist eine botswanisch-kanadische Schauspielerin. Bekanntheit erlangte sie durch ihre Rolle als Mary Anne Spier in der Netflix-Serie Der Babysitter-Club.

## Leben
Baker wurde in Botswana geboren und wuchs in Kanada auf. Sie hat eine jüngere Schwester und beschreibt sich selbst als Aktivistin. Baker unterstützt unter anderem die Black-Lives-Matter-Bewegung.
Erste Schauspielrollen erhielt Baker in den Serien A Million Little Things, The Flash und The Twilight Zone, in welchen sie jeweils in einer Episode mitwirkte.
2020 wurde sie als eine der Hauptrollen in der Netflix-Serie Der Babysitter-Club besetzt und erlangte dadurch größere Bekanntheit.

## Filmografie
- 2018: Hope at Christmas
- 2019: A Million Little Things (Fernsehserie, 1 Episode)
- 2019: The Flash (Fernsehserie, 1 Episode)
- 2019: The Twilight Zone (Fernsehserie, 1 Episode)
- 2020–2021: Der Babysitter-Club (The Baby-Sitters Club, Fernsehserie, 18 Episoden)
- 2021: Are You Afraid of the Dark? (Fernsehserie, 6 Episoden)
- 2022: Caught in His Web (Fernsehfilm)
- 2024: Descendants: The Rise of Red (Fernsehfilm)
- 2025: Spider & Jessie